# William J. Brown (Politiker, 1805)
William John Brown (* 15. August 1805 in Washington, Mason County, Kentucky; † 18. März 1857 bei Indianapolis, Indiana) war ein US-amerikanischer Politiker. Zwischen 1843 und 1851 vertrat er zwei Mal den Bundesstaat Indiana im US-Repräsentantenhaus.

## Werdegang
Im Jahr 1808 zog William Brown mit seinen Eltern in das Clermont County in Ohio, wo er in New Richmond die öffentlichen Schulen sowie die Franklin Academy besuchte. 1821 zog er nach Rushville in Indiana. Nach einem anschließenden Jurastudium und seiner im Jahr 1826 erfolgten Zulassung als Rechtsanwalt begann er dort in diesem Beruf zu arbeiten. Gleichzeitig schlug er als Mitglied der 1828 gegründeten Demokratischen Partei eine politische Laufbahn ein. Zwischen 1829 und 1832 saß Brown als Abgeordneter im Repräsentantenhaus von Indiana. Danach arbeitete er zwischen 1832 und 1835 als Staatsanwalt. In den Jahren 1836 bis 1840 war Brown als Secretary of State der geschäftsführende Beamte der Regierung von Indiana. Seit 1837 lebte er in Indianapolis. Von 1841 bis 1843 war er erneut Abgeordneter im Staatsparlament.
Bei den Kongresswahlen des Jahres 1842 wurde Brown im fünften Wahlbezirk von Indiana in das US-Repräsentantenhaus in Washington, D.C. gewählt, wo er am 4. März 1843 die Nachfolge von Andrew Kennedy antrat, der in den neugeschaffenen zehnten Distrikt wechselte. Bis zum 3. März 1845 konnte er zunächst nur eine Legislaturperiode im Kongress absolvieren. Diese war von den Diskussionen im Vorfeld des Mexikanisch-Amerikanischen Krieges geprägt. Zwischen 1845 und 1849 hatte Brown als Second Assistant Postmaster General eine führende Position im US-Postministerium inne. Bei den Wahlen des Jahres 1848 wurde er erneut im fünften Bezirk von Indiana in den Kongress gewählt, wo er am 4. März 1849 William W. Wick ablöste, der vier Jahre zuvor sein Nachfolger geworden war. Da er im Jahr 1850 von seiner Partei nicht mehr zur Wiederwahl nominiert wurde, konnte er bis zum 3. März 1851 nur eine weitere Amtszeit im US-Repräsentantenhaus verbringen.
Zwischen 1850 und 1855 fungierte Brown als Herausgeber der Zeitung „Indianapolis Sentinel“. In seiner Heimat Indiana war er in jenen Jahren mehrfach demokratischer Parteivorsitzender. Seit 1853 arbeitete William Brown als Sonderbeauftragter des Postministeriums für die Staaten Indiana und Illinois. Dieses Amt bekleidete er bis zu seinem Tod am 18. März 1857 nahe Indianapolis.